# Élections municipales de 2001 au Saguenay–Lac-Saint-Jean
Les élections municipales québécoises de 2001 se déroulent le 4 novembre 2001. Elles permettent d'élire les maires et les conseillers de chacune des municipalités locales du Québec, ainsi que les préfets de quelques municipalités régionales de comté.

## Saguenay–Lac-Saint-Jean

### Albanel
| Poste/District              | Élu           | Type d'élection |
| --------------------------- | ------------- | --------------- |
| Maire                       | Bernard Baril | Scrutin         |
| Taux de participation: 70 % |               |                 |

### Bégin
| Poste/District             | Élu           | Type d'élection |
| -------------------------- | ------------- | --------------- |
| Maire                      | Gérald Savard | Sans opposition |
| Taux de participation: n/a |               |                 |

### Chambord
| Poste/District             | Élu             | Type d'élection |
| -------------------------- | --------------- | --------------- |
| Maire                      | Claude Turcotte | Sans opposition |
| Taux de participation: n/a |                 |                 |

### Ferland-et-Boilleau
| Poste/District             | Élu         | Type d'élection |
| -------------------------- | ----------- | --------------- |
| Maire                      | Jean Simard | Sans opposition |
| Taux de participation: n/a |             |                 |

### Girardville
| Poste/District              | Élu           | Type d'élection |
| --------------------------- | ------------- | --------------- |
| Maire                       | Jeanne Savard | Scrutin         |
| Taux de participation: 69 % |               |                 |

### L'Anse-Saint-Jean
| Poste/District              | Élu                | Type d'élection |
| --------------------------- | ------------------ | --------------- |
| Maire                       | Rita B. Gaudreault | Scrutin         |
| Taux de participation: 78 % |                    |                 |

### L'Ascension-de-Notre-Seigneur
| Poste/District              | Élu           | Type d'élection |
| --------------------------- | ------------- | --------------- |
| Maire                       | Claude Renaud | Scrutin         |
| Taux de participation: 77 % |               |                 |

### La Doré
| Poste/District              | Élu             | Type d'élection |
| --------------------------- | --------------- | --------------- |
| Maire                       | Jacques Asselin | Scrutin         |
| Taux de participation: 85 % |                 |                 |

### Lac-Bouchette
| Poste/District              | Élu              | Type d'élection |
| --------------------------- | ---------------- | --------------- |
| Maire                       | Marcellin Dumais | Scrutin         |
| Taux de participation: 65 % |                  |                 |

### Lamarche
| Poste/District              | Élu             | Type d'élection |
| --------------------------- | --------------- | --------------- |
| Maire                       | Jean-Guy Fortin | Scrutin         |
| Taux de participation: 81 % |                 |                 |

### Notre-Dame-de-Lorette
| Poste/District             | Élu             | Type d'élection |
| -------------------------- | --------------- | --------------- |
| Maire                      | Daniel Tremblay | Sans opposition |
| Taux de participation: n/a |                 |                 |

### Péribonka
| Poste/District              | Élu            | Type d'élection |
| --------------------------- | -------------- | --------------- |
| Maire                       | Denis Trottier | Scrutin         |
| Taux de participation: 85 % |                |                 |

### Petit-Saguenay
| Poste/District             | Élu          | Type d'élection |
| -------------------------- | ------------ | --------------- |
| Maire                      | Hermé Lavoie | Sans opposition |
| Taux de participation: n/a |              |                 |

### Rivière-Éternité
| Poste/District             | Élu        | Type d'élection |
| -------------------------- | ---------- | --------------- |
| Maire                      | Rémi Gagné | Sans opposition |
| Taux de participation: n/a |            |                 |

### Saguenay
| Poste/District              | Élu           | Type d'élection |
| --------------------------- | ------------- | --------------- |
| Maire                       | Jean Tremblay | Scrutin         |
| Taux de participation: 67 % |               |                 |

### Saint-Augustin
| Poste/District             | Élu           | Type d'élection |
| -------------------------- | ------------- | --------------- |
| Maire                      | Nicole Fortin | Sans opposition |
| Taux de participation: n/a |               |                 |

### Saint-Edmond
- Aucun candidat, le maire Normand Delisle demeure en poste jusqu'au élection du 16 décembre 2001

### Saint-Eugène-d'Argentenay
| Poste/District             | Élu          | Type d'élection |
| -------------------------- | ------------ | --------------- |
| Maire                      | Steeve April | Sans opposition |
| Taux de participation: n/a |              |                 |

### Saint-Ludger-de-Milot
| Poste/District              | Élu                   | Type d'élection |
| --------------------------- | --------------------- | --------------- |
| Maire                       | Louise Lamoureux-Jean | Scrutin         |
| Taux de participation: 87 % |                       |                 |

### Saint-Prime
| Poste/District              | Élu              | Type d'élection |
| --------------------------- | ---------------- | --------------- |
| Maire                       | Bernard Généreux | Scrutin         |
| Taux de participation: 50 % |                  |                 |

### Saint-Stanislas
| Poste/District             | Élu          | Type d'élection |
| -------------------------- | ------------ | --------------- |
| Maire                      | Marc Laprise | Sans opposition |
| Taux de participation: n/a |              |                 |

### Saint-Thomas-Didyme
| Poste/District             | Élu            | Type d'élection |
| -------------------------- | -------------- | --------------- |
| Maire                      | Denis Tremblay | Sans opposition |
| Taux de participation: n/a |                |                 |

### Sainte-Rose-du-Nord
| Poste/District              | Élu          | Type d'élection |
| --------------------------- | ------------ | --------------- |
| Maire                       | Gérard Duval | Scrutin         |
| Taux de participation: 73 % |              |                 |